# Oliver Goethe

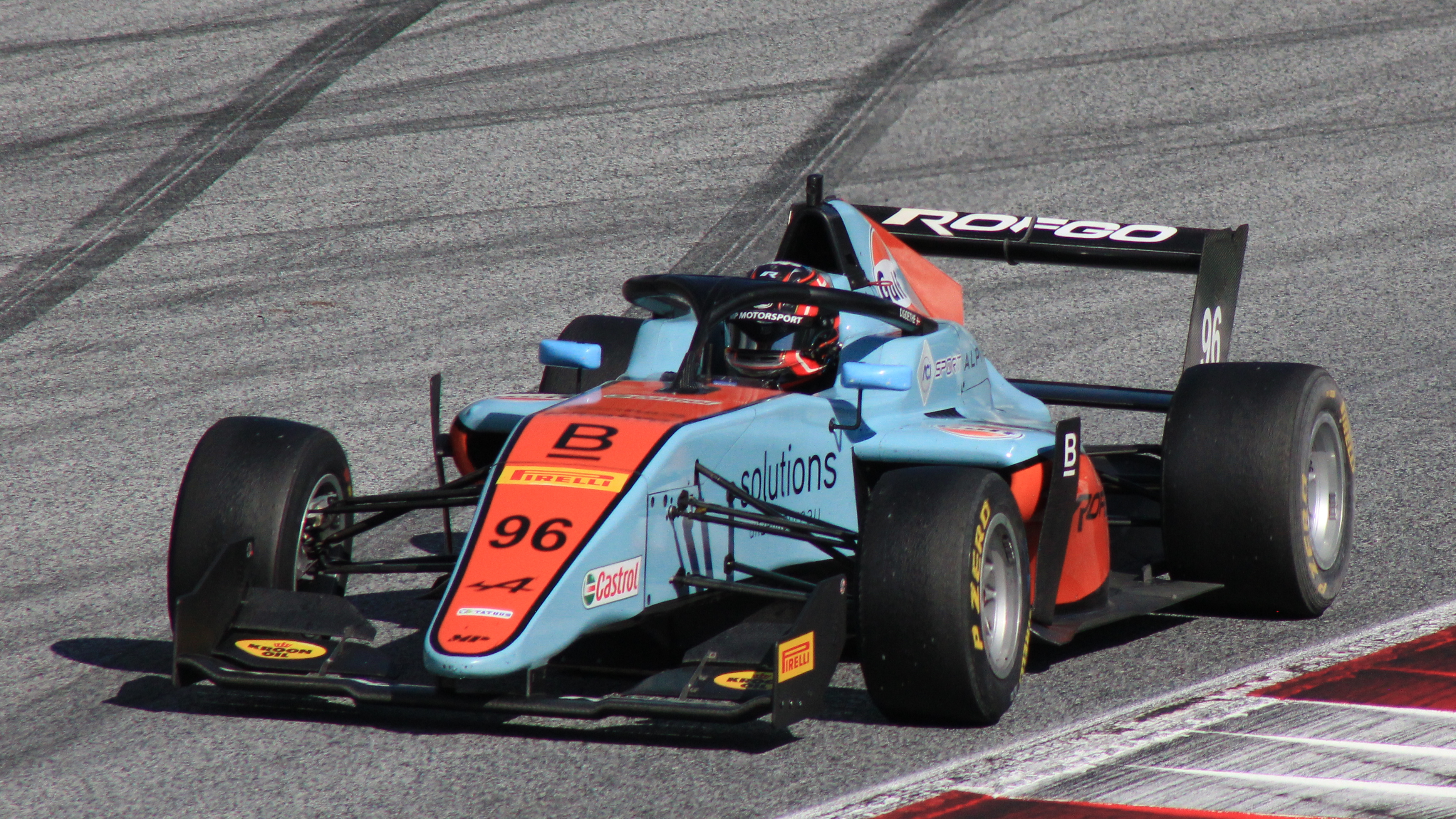
Oliver Goethe op de Red Bull Ring in 2021.

Oliver Goethe (Londen, Engeland, 14 oktober 2004) is een Deens-Duits autocoureur die met een Monegaskische racelicentie rijdt. In 2022 werd hij kampioen in de Euroformula Open. Sinds 2023 maakt hij deel uit van het Red Bull Junior Team, het opleidingsprogramma van het Formule 1-team Red Bull Racing. Hij is verre familie van de Duitse schrijver Johann Wolfgang von Goethe.

## Carrière

### Karting
Goethe begon zijn internationale autosportcarrière in het karting in 2019, toen hij uitkwam in de OK-categorie van zowel het Europese als het wereldkampioenschap karten. In 2020 kwam hij uit in de WSK Super Master Series en de WSK Champions Cup. Aan het eind van 2019 debuteerde hij in het formuleracing met zijn deelname aan het laatste weekend van het Spaans Formule 4-kampioenschap, gehouden op het Circuit de Barcelona-Catalunya, bij het team Drivex School.

### Formule 4
In 2020 reed Goethe zijn eerste volledige seizoen in de Spaanse Formule 4 voor MP Motorsport. Hij behaalde zijn eerste overwinning op het Circuit Paul Ricard. Daarnaast behaalde hij drie podiumplaatsen tijdens het eerste raceweekend op het Circuito de Navarra en een op zowel het Circuito Permanente de Jerez en het Circuito Permanente del Jarama. Met 135 punten werd hij vijfde in het kampioenschap.

### Formule Regional
In 2021 stapte Goethe over naar het Formula Regional European Championship, waarin hij zijn samenwerking met MP Motorsport voortzette. Hij kende een moeilijk seizoen, waarin hij enkel tot scoren kwam met een negende plaats op het Autodromo Internazionale Enzo e Dino Ferrari en een tiende plaats op het Circuit Zandvoort. Met 3 punten eindigde hij op plaats 23 in het kampioenschap.
Begin 2022 kwam Goethe uit in het Formula Regional Asian Championship bij het team 3Y by R-ace GP. Hij scoorde enkel een punt in het laatste weekend op het Yas Marina Circuit en eindigde zo op plaats 25 in het klassement.
In 2024 nam Goethe deel aan de Grand Prix van Macau en werd hierin voor het team MP Motorsport tweede achter Ugo Ugochukwu.

### Endurance
In 2022 begon Goethe het seizoen in de 24 uur van Dubai, waarin hij voor Dragon Racing de GT4-klasse won in een Mercedes-AMG GT4; hij deelde de auto met onder meer zijn vader Roald. 

### Euroformula Open
In 2022 stapte Goethe over naar de Euroformula Open, waarin hij uitkwam voor het Team Motopark. Hij behaalde elf overwinningen en zeven andere podiumplaatsen, waardoor hij met 473 punten tot kampioen werd gekroond. Tevens debuteerde hij dat jaar in het FIA Formule 3-kampioenschap tijdens de races op de Hungaroring en het Circuit de Spa-Francorchamps bij Campos Racing als vervanger van de geblesseerde Hunter Yeany. Hij startte zijn eerste race vanaf pole position en eindigde als achtste, terwijl hij in de tweede race op plaats 28 eindigde. Op Spa behaalde hij een vierde plaats tijdens de tweede race.

### Formule 3
In 2023 reed Goethe zijn eerste volledige seizoen in de FIA Formule 3 bij het team van Trident. In het eerste weekend op het Bahrain International Circuit stond hij voor het eerst op het podium. In de daaropvolgende negen races behaalde hij geen enkel punt, totdat hij in de hoofdrace op Silverstone zijn eerste zege in het kampioenschap behaalde. In de rest van het seizoen eindigde hij nog drie keer in de top vijf en behaalde hij de pole position op het Autodromo Nazionale Monza, een race die hij vanwege een technisch probleem niet kon starten. Met 75 punten werd hij achtste in het eindklassement. Aan het eind van het jaar werd hij opgenomen in het Red Bull Junior Team, het opleidingsprogramma van het Formule 1-team Red Bull Racing.
In 2024 bleef Goethe actief in de FIA Formule 3, maar stapte hij over naar het team Campos Racing. In Imola kende hij een sterk weekend met een zege in de sprintrace en een tweede plaats in de hoofdrace. In Barcelona stond hij nog een keer op het podium met een derde plaats in de sprintrace. Hij miste de laatste ronde op Monza en werd met 94 punten zevende in het kampioenschap.

### Formule 2
In 2024 debuteerde Goethe in de Formule 2 tijdens het raceweekend op Monza, waarin hij de naar de Formule 1 overgestapte Franco Colapinto bij MP Motorsport verving. Een vierde plaats op het Losail International Circuit was zijn beste resultaat en hij eindigde met 14 punten op plaats 23 in het eindklassement.
In 2025 rijdt Goethe zijn eerste volledige Formule 2-seizoen bij MP.